# 高雄市立民生醫院
高雄市立民生醫院位於高雄市苓雅區凱旋二路上、臨港線鐵路旁。

## 歷史

### 日治時期

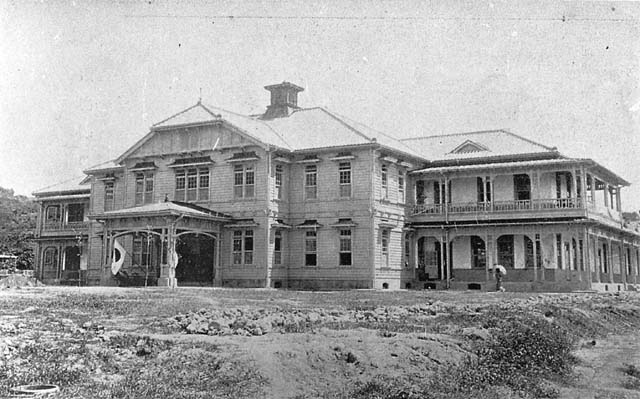
原打狗病院

高雄地區最早的公立醫院為鳳山病院，鳳山病院在1910年遷移時，曾討論是否要遷移至打狗，但因沒有適當的土地，鳳山病院後來搬到了阿緱（今屏東市），成為了阿緱病院。在打狗地區建設醫院的議題於1912年再度被提起，且土地需要大眾捐款30,000圓。後來由時任打狗支廳長高橋傳吉和內地人組合長古賀三千人找到了位於前金由台南高島愛生堂所有的土地，但其土地1坪需15圓在當時價格頗高，且此地在當時在附近皆是田地，因交通不便而引起許多反對的聲音，於是還為此召開了市民大會，但最後還是決定購買高島愛生堂的土地。正當面臨土地收購價格問題時，鮫島煉瓦工場因土地擴張的需求，要購買古賀三千人的土地，於是古賀以20,000圓將土地賣給煉瓦工場，加上由其他銀行及公司捐獻的10,000圓，購置了醫院土地。之後便開始興建醫院廳舍和病房，1914年5月，臺灣總督府打狗病院正式設立並開始看診服務，首任院長為右田吉人。1920年，醫院隨打狗改名高雄而改稱臺灣總督府高雄病院。高雄市實施町名改正時，高雄病院的地址位於山下町三丁目。二戰時，高雄病院遭美軍空襲而嚴重損毀。

### 戰後
戰後，高雄病院由臺灣省行政長官公署接收，名稱改為臺灣省立高雄醫院。於1979年遷至現址並隨著高雄市升格為直轄市而改名為高雄市立民生醫院，高雄醫院原址現在則是住宅區。2001年，民生醫院被衛生署指定為「區域教學醫院」。2011年，因醫師流失嚴重，主動向衛生署申請從原本的「區域醫院」調整為「地區醫院」。現任院長為顏家祺。民生醫院在近年來轉型為高齡親善醫院，並於2013年與中央研究院臺灣人體生物資料庫駐站合作。

## 組織
- 院長(現停職)（1人，師(一)級）
  - 副院長（1(1)人，薦任第九職等至簡任第十職等或師(一)級)
    - 秘書（1人，薦任第八職等至第九職等）
    - 部主任（3人，師(二)級）
    - 科主任（38人，師(二)級）
    - 科副主任（5人）（內2人由師(三)級以上護理師兼任，內3人由師(三)級以上藥師、醫事放射師、醫事檢驗師各一人兼任）
    - 護理長（15人，由護理師兼任）
    - 醫師、牙醫師（105人，師級）（師(一)級人員不得高於百分之十，師(三)級人員不得低於百分之二十五）
    - 室主任（6(2)人，薦任第八職等）
    - 股長（2人，由薦任科員或技士兼任）
    - 藥師、醫事檢驗師、護理師、營養師、物理治療師、職能治療師、臨床心理師、醫事放射師、呼吸治療師、聽力師、護士、物理治療師（256人，師級或士(生)級）（師(一)級人員不得高於百分之二，師(二)級人員不得高於百分之二十）
    - 社會工作師（33人，薦任第六職等至第七職等）
    - 技士（3人，委任第五職等至薦任第六職等至七職等）
    - 管理師（3人，委任第五職等至薦任第六職等至七職等）
    - 分析師（1人，委任第五職等至薦任第六職等至七職等）
    - 科員（6人，委任第五職等至薦任第六職等至七職等）
      - 技術員（4人，委任第四職等至第五職等）（內2人得列薦任第六職等）
      - 病例管理員（1人，委任第四職等至第五職等）（得列薦任第六職等）
      - 技佐（2人，委任第四職等至第五職等）（內1人得列薦任第六職等）
      - 辦事員（8人，委任第三職等至第五職等）
      - 書記（13人，委任第一職等至第三職等）

#### 會計室
- 主任（1人，薦任第八職等）
  - 科員（3人，委任第五職等或薦任第六職等至第七職等）
    - 佐理員（2人，委任第四職等至第五職等）（內1人得列薦任第六職等）
    - 書記（1人，委任第一職等至第三職等）

#### 人事室
- 主任（1人，薦任第八職等）
  - 科員（3人，委任第五職等或薦任第六職等至第七職等）
    - 助理員（2人，委任第四職等至第五職等）（內1人得列薦任第六職等）

#### 政風室
- 主任（1人，薦任第八職等）
  - 科員（2人，委任第五職等或薦任第六職等至第七職等）
    - 助理員（1人，委任第四職等至第五職等）

## 外部連結
- 高雄市立民生醫院 （页面存档备份，存于）
- 繪葉書(明信片)台灣總督府打狗醫院[永久]